# Епімеліди
Епімелі́ди, Мелі́ди (грец. Epimelides, Melides) — німфи, опікунки овечих отар (mēla). Існував переказ, за яким Епімеліди змагалися на священних скелях Мессанії (Калабрія) з пастухами, які хизувалися тим, що танцюють краще від німф. Епімеліди перемогли пастухів і перетворили їх на дерева.